# Рагга
Ра́гга, раггама́ффин (англ. raggamuffin — производное от reggae — «регги» и ragamuffin — «оборванец») — стиль танцевальной музыки, первоначально ямайской, представляющий собой вариацию регги / дэнсхолла, исполняемую преимущественно на электронных инструментах.

## История
Стиль возник на Ямайке в 1980-е годы, на которые пришёлся всплеск мировой популярности электронной танцевальной музыки. Одной из причин быстрого распространения рагга была простота исполнения в сравнении с регги, для которой требовались традиционные инструменты. Стиль обрел популярность на Ямайке, затем в Европе, Северной Америке и Африке, в конце концов распространившись в Японии, Индии и остальном мире. Стиль оказал сильное влияние на джангл, а также привел к появлению синтетического стиля бханграгга, сочетающего рагга и бхангра. В 1990-е годы появился стиль, сочетающий рагга и брейккор — раггакор.
Первой рагга-композицией считается «Under Mi Sleng Teng» Уэйна Смита и продюсера Кинга Джэмми.